# Leucopis atritarsis
Leucopis atritarsis är en tvåvingeart som beskrevs av Tanasijtshuk 1958. Leucopis atritarsis ingår i släktet Leucopis och familjen markflugor. Arten är reproducerande i Sverige. Inga underarter finns listade i Catalogue of Life.